# Fun Coast

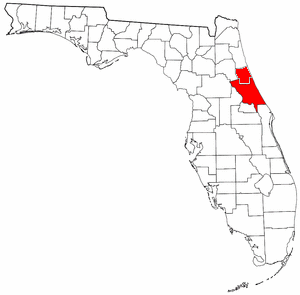
Localisation de la Fun Coast

La Fun Coast («Côte de l’amusement») est une des régions de la Floride aux États-Unis. La région s’étend sur près de 5 188 km2 le long de la côte Est entre Marineland et le Canaveral National Seashore.

## Description
La région englobe les comtés de Flagler et de Volusia. Elle est bordée par la Space Coast au sud, par la First Coast au nord, par la Central Florida à l’ouest et par l’océan atlantique à l’est.
La Fun Coast englobe les villes et cités de Beverly Beach, Bunnell, Daytona Beach, Daytona Beach Shores, DeBary, DeLand, Deltona, Flagler Beach, Holly Hill, Lake Helen, Marineland, New Smyrna Beach, Oak Hill, Orange City, Ormond Beach, Palm Coast, Pierson, Ponce Inlet, Port Orange et South Daytona.
Le climat de la région est subtropical (Koppen Cfa) avec des étés chauds et humides, des hivers plus secs et avec des gelées très rares. La zone accueille également le célèbre circuit Daytona International Speedway

## Parcs d’État
La zone abrite plusieurs parcs:
- Blue Spring State Park;
- Bulow Creek State Park;
- Parc historique d'État de Bulow Plantation Ruins;
- Canaveral National Seashore;
- Parc d'État de De Leon Springs;
- Gamble Rogers Memorial State Recreation Area at Flagler Beach;
- Lake George State Forest;
- Lake Woodruff National Wildlife Refuge;
- North Peninsula State Park;
- Tiger Bay State Forest;
- Tomoka State Park;
- Washington Oaks State Gardens.

## Source
- (en) Cet article est partiellement ou en totalité issu de l’article de Wikipédia en anglais intitulé « Fun Coast » (voir la liste des auteurs).